# Шикачик масковий
Шика́чик масковий (Coracina novaehollandiae) — вид горобцеподібних птахів родини личинкоїдових (Campephagidae). Мешкає в Австралазії.

## Опис

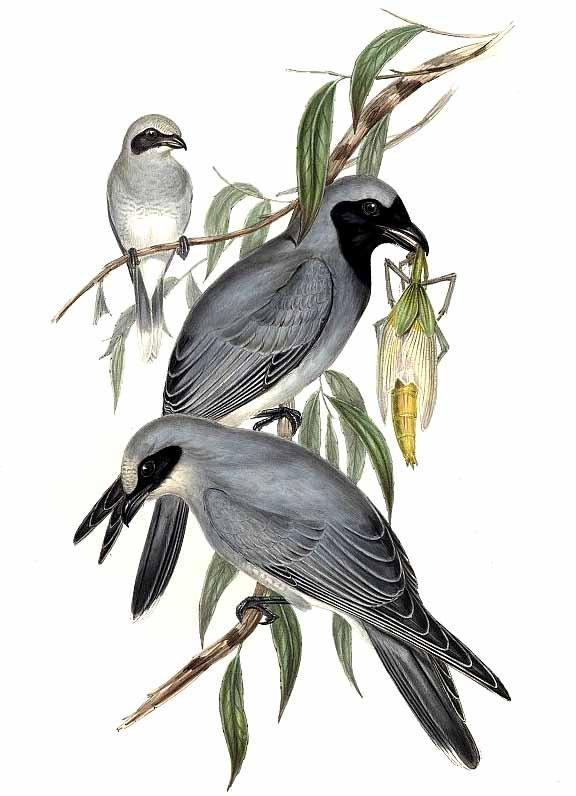
Маскові шикачики

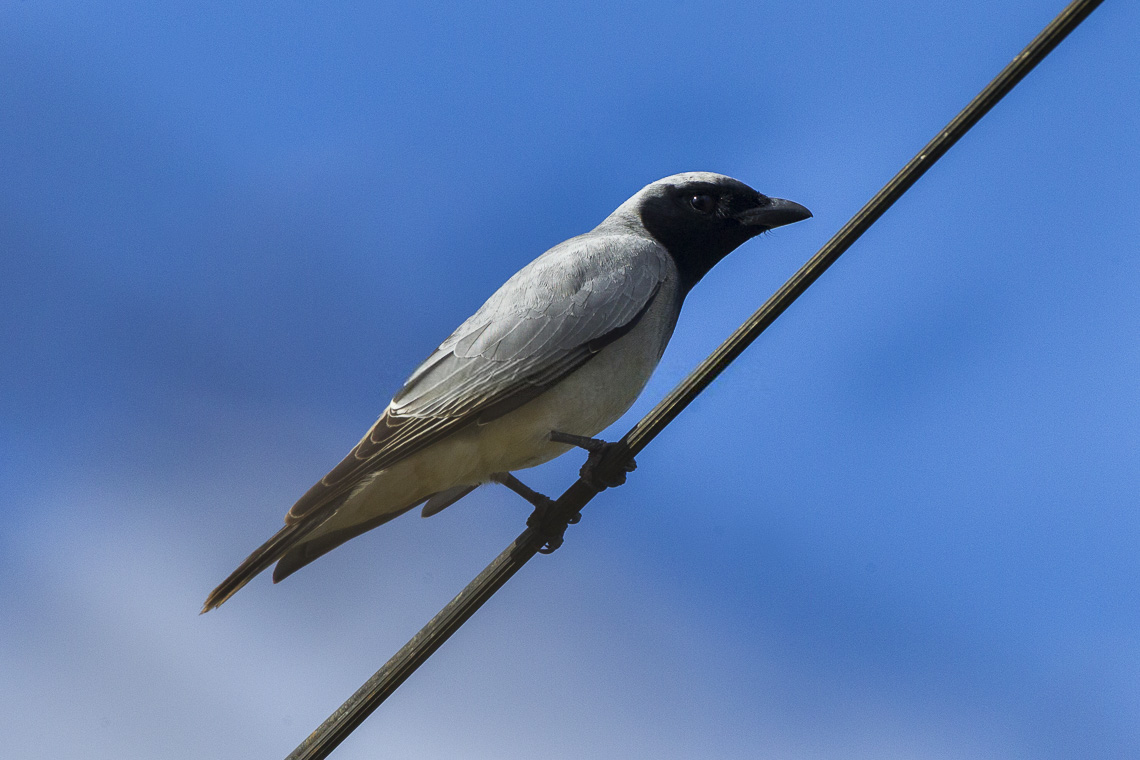
Масковий шикачик

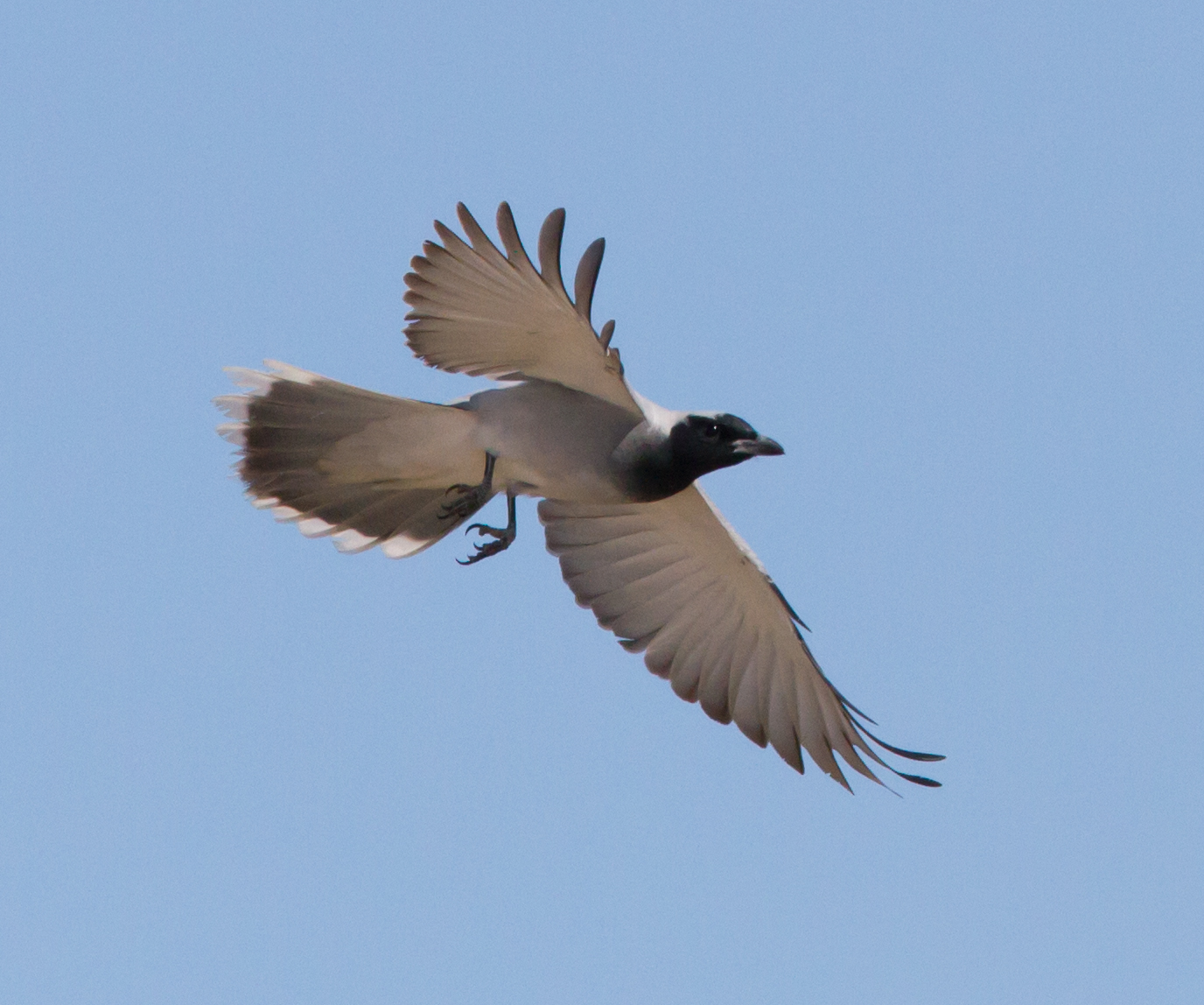
Масковий шикачик в польоті

Довжина птаха становить 32-35 см, вага 89-148 г. Забарвлення переважно сіре, нижня частина тіла щеж світліша, махові пера і хвіст дещо тьмяніші. На обличчі і горлі чорна "маска". У молодих птахів щоки і горло білуваті, горло поцятковане темними смугами. Голос — різкий, скрипучий крик "каарк" або мелодійний свист.

## Підвиди
Виділяють три підвиди:
- C. n. subpallida Mathews, 1912 — захід Західної Австралії;
- C. n. melanops (Latham, 1801) — південний захід, південь, північ і схід Австралії і південно-східне узбережжя Нової Гвінеї в районі Порт-Морсбі;
- C. n. novaehollandiae (Gmelin, JF, 1789) — Тасманія і острови Бассової протоки.

## Поширення і екологія
Маскові шикачики гніздяться в Австралії, зокрема на Тасманії, та у Папуа Новій Гвінеї. Взимку частина популяції мігрує на Малі Зондські і Молуккські острови, на південь Нової Гвінеї, на острови архіпелагу Бісмарка та на західні Соломонові острови. Популяції Тасманії мігрують до східної Австралії. Частина популяцій не мігрує, частина протягом року веде кочовий спосіб життя. Бродячі птахи спостерігалися у Новій Каледонії і Новій Зеландії. Маскові шикачики живуть в різноманітних лісових масивах, на полях і плантаціях, в парках і садах. Уникають густих тропічних лісів. Під час негнздового періоду утворюють великі зграї, які можуть нараховувати до 100 птахів. Живляться комахами, їх личинками та іншими безхребетними, яких ловлять в польоті або шукають серед листя, а також плодами і насінням. Сезон розмноження триває з серпня по лютий. Гніздо невелике, чашоподібне, робиться з гілочок і кори, скріплюється павутинням, розміщується на дереві, в розвилці між гілками. В кладці 3 яйця, якубаційний період триває приблизно 3 тижні.